# Victor Casimir Zier
Pour les articles homonymes, voir Zier.
Victor Casimir Zier est un peintre polonais portraitiste établi en France, né à Varsovie le 26 septembre 1822 et mort dans le 15e arrondissement de Paris le 30 décembre 1883.

## Biographie
Il étudia sous la férule de Sébastien Norblin et de Léon Cogniet. Il a exposé aux salons de 1844 à 1850.
Il est le père du peintre et illustrateur Édouard François Zier.

## Œuvres

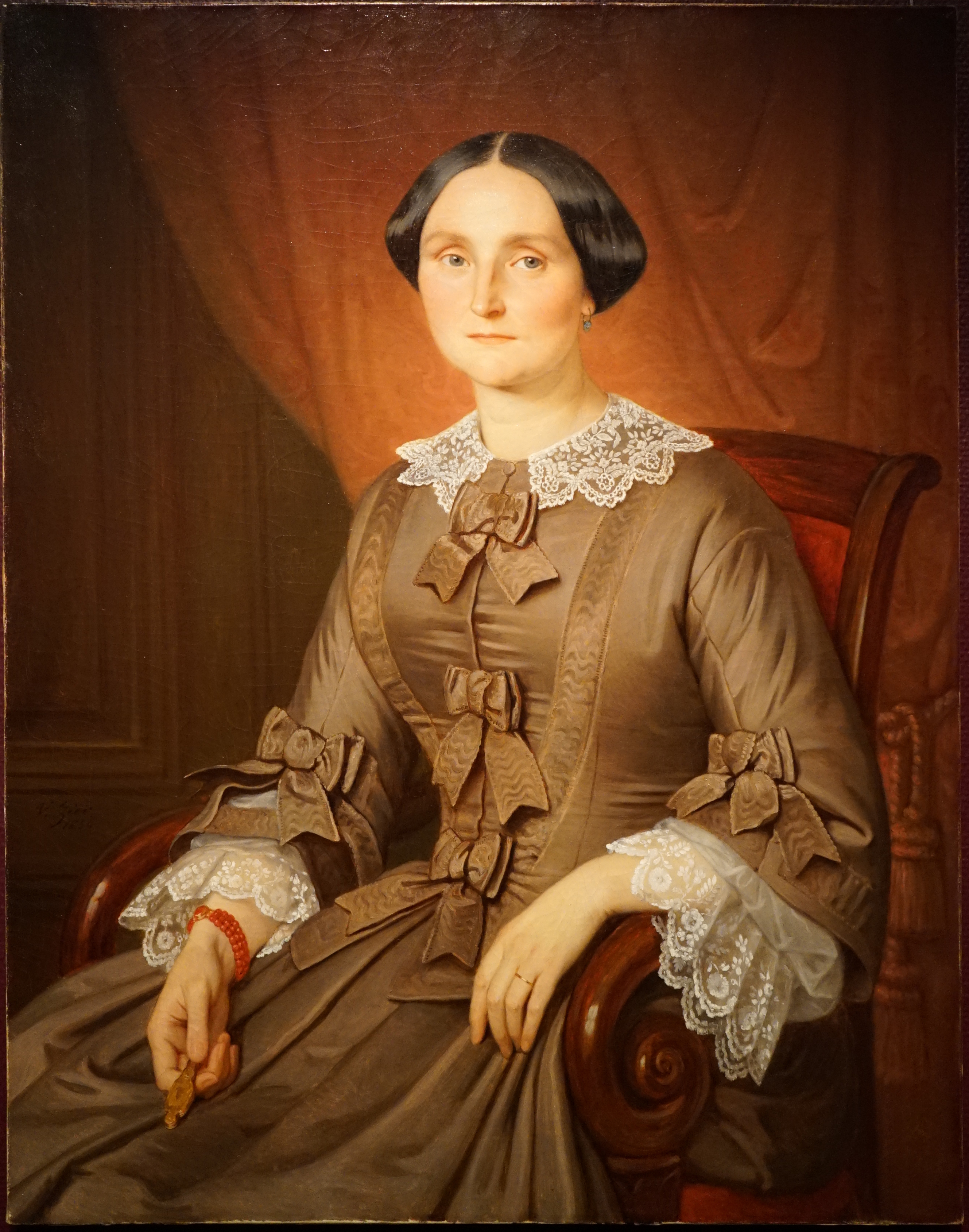
A. Bourgeois.

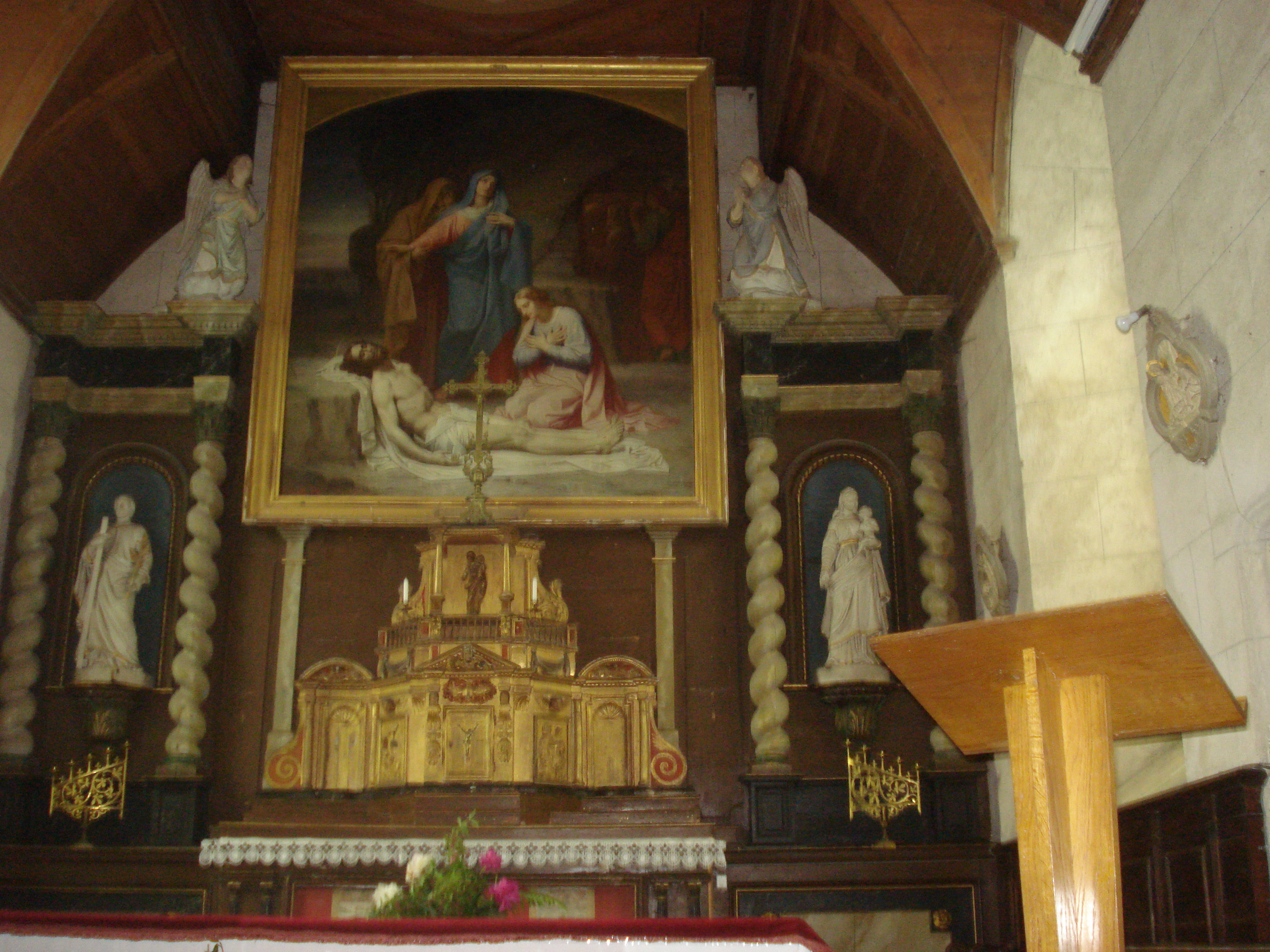
Mise au tombeau.

- Portrait d'Augustine Bourgeois, Châlons-en-Champagne, musée des beaux-arts et d'archéologie,
- Portrait de Léon Bourgeois, Châlons-en-Champagne, musée des beaux-arts et d'archéologie,
- Portrait de Victor Bourgeois, 1854, Châlons-en-Champagne, musée des beaux-arts et d'archéologie,
- Christ au tombeau, toile de retable de l'église du Châtenet-en-Dognon[2],
- Portrait de femme en coiffe, 1859, Le Mans, musée de Tessé[3],
- Sainte Suzanne dans la chapelle éponyme de l'église Saint-Roch de Paris,
- Hommage à saint Léonard, fresque au-dessus de l'autel de l'Église Saint-Léonard de L'Haÿ-les-Roses.